# Великий Dракон
«Великий Dракон» (до 1995 года — «Видео-Асс Dendy») — один из первых в России журналов о видеоиграх и аниме. Журнал отличался от прочей отечественной игровой прессы сосредоточенностью на тематике игровых приставок. Изначально это издание было информационно-рекламным буклетом компании Steepler, занимавшейся распространением консолей Dendy и Super Nintendo на территории Российской Федерации, однако после начала сотрудничества с издательством АСТ журнал обрёл полную самостоятельность и освещал индустрию в целом. Был привлекателен атмосферой открытого диалога между авторами и аудиторией, практически полным отсутствием рекламы, обилием разнообразных рубрик с широким охватом игровых платформ. Читатели принимали участие в создании каждого номера журнала, присылая в редакцию свои тексты с описаниями игр и тематические рисунки на соответствующие конкурсы. Закрыт в 2004 году по причине финансовой несостоятельности.

## История

### Видео-Асс Dendy (1993—1995)

Обложка первого номера журнала «Видео-Асс Dendy-Новая реальность» (7 июля 1993)

В 1993 году в России стали набирать популярность игровые приставки, особенно Dendy (пиратский клон Nintendo Famicom) и Sega. Журнал «Видео-АСС Dendy» был создан коммерческим отделом компании «Steepler» для информационной поддержки видеоприставок Dendy и аксессуаров к ним. Подрядчиком выступил издательский дом «Видео-АСС», на тот момент уже выпускавший четыре журнала по темам шоу-бизнеса и кинематографа.
В 24-страничном исполнении в российской типографии вышло пять первых номеров. Дальше произошло несколько событий, повлекших резкое изменение содержания и внешнего облика журнала. Первое — это появление на российском рынке 16-битных приставок Sega Mega Drive, на что журнал не мог не откликнуться статьями и увеличением объёма (до 50 страниц). Второе — успех первого конкурса «Fun-Club» и сотни писем с описаниями игр, секретами и читательскими хит-парадами, пришедшие в редакцию. Уже тогда стало ясно, что журнал должен быть читательским, то есть его значительная часть должна формироваться на основе того, что пишут читатели. Третье событие — задержка печати очередного (пятого) номера в типографии. За время задержки, в Финляндии был отпечатан шестой (который стал в два раза толще). Так с марта 1994 года начался «финский период», закончившийся вместе с дефолтом августа 1998 года.
В восьмом номере (май 1994) в журнале появился новый автор, начавший публиковаться под псевдонимом Великий Дракон. Впоследствии его Альтер-эго на страницах журнала стало виртуальным персонажем и неофициальным маскотом издания. 12-й номер (октябрь 1994-го) открыл 100-страничную эру. «Толщина» позволила ввести новые рубрики, такие как «Комикс», «Забор», «Фонтан фантазий», «Ринг», «Non-Stop». С 13-го номера (ноябрь 1994-го) в журнале началась «борьба» между уже завоевавшим громадную популярность «Мегадрайвом» и продвигаемой фирмой Dendy на наш рынок приставкой Super Nintendo. В результате рубрика «16 бит» разделилась пополам: MD и SNES получили свои страницы. Знаменитый номер 18 (апрель 1995 года) получился двухтомным. Если в 18/1 не содержалось ничего необычного (кроме объявления победителей третьего этапа конкурса Fun-Club), то 18/2 оказался своего рода коллекционным ретро-выпуском, где были заново упомянуты лучшие игры 1—5 номеров, а также перепечатаны решения и секреты из 1—12 номеров.

### Великий Dракон (1995—2004)
Далее выпуск журнала разделился на две параллельные ветви — «Dendy — Новая Реальность» (вышли номера с 19 по 24) и гораздо дольше продержавшийся «Видео-АСС Великий Dракон» (номера с 19 по 25, с 26 номера просто «Великий Dракон»). Новую версию журнала выпускало издательство АСТ, «Новую Реальность» продолжил делать коммерческий отдел компании «Steepler». Авторский коллектив, собранный Валерием Поляковым, в полном составе перешёл вместе с ним в «ВD».
В 19-м номере впервые появилась «Картинная галерея» — рубрика, ставшая одной из самых популярных, а также увеличившая число номинаций конкурса «Fun-Club». В 20-м номере (октябрь 1995) впервые напечатан кроссворд. Далее началась самая успешная эра «Великого Dракона». В период расцвета журнала его авторами были такие известные в геймерской среде люди, как Валерий Корнеев (Агент Купер), Алексей Пожарский (Lord Hanta), Александр Казанцев (Eler Cant, NTB), Александр Артёменко, Илья Фабричников (Duck Wader), Владимир Суслов, Роман Ерёмин, Максим Алаев, Иван Отчик (Нави Кичто) и многие другие. Ближе к закату появились Константин Говорун (Wren, позже ставший главным редактором журнала «Страна Игр»), Александр Лапшев (C.J.C.), Артём Шорохов, Александр Бухаров (Alex Man), Степан Чечулин (Tomba). Журнал стал популярен не только благодаря своему интересному содержанию, но также потому, что имел собственную загадку. С самых ранних выпусков (точнее, с №8) в издании появился автор, пишущий под псевдонимом Great Dragon (G. Dragon). Позднее именно в его честь журнал получил новое название. Редакцией была придумана рубрика — «Who is Вы, G. Dragon?», в которой читатели пытались угадать, что за человек скрывается под этим псевдонимом.
Начиная с 43 номера редакция решила выпускать небольшую газету-приложение «Dракон Плюс». По большей части она состояла из новостных колонок. Первый выпуск распространялся отдельно. Последующие были вшиты в 44 и 54 номера. Всего было издано 3 выпуска. В 46-м номере было объявлено о возможном выходе специального ретро-номера, наподобие 18/2, содержащего лучшие статьи из закончившихся на тот момент номеров 22, 25, 26, 30, 31. Номер должен был распространяться только по подписке, при условии достаточного количества заявок, но так и не был издан. Также, помимо самого журнала, редакция распространяла его электронные копии (начиная с 58 номера) и книги с кодами. Последние содержали в себе прохождения и коды для игр, ранее опубликованных в журнале. Вначале они носили название «Крутой мир», затем «Крутой Геймер», «Секреты Крутого Геймера», а потом «Коллекция Крутого Геймера». Всего было выпущено 12 книг.
В 2002 году начался закат «Великого Dракона». Начиная с номера 59 журнал похудел до 68 страниц. Многие читательские рубрики, такие как «Картинная галерея», «Забор», «Фонтан фантазий» и «Комикс» исчезли вместе с постерами и кроссвордами. Журнал стал выходить раз в два месяца. Без спонсоров и практически на голом энтузиазме «ВD» продержался до декабря 2003 года, прекратив своё существование выпуском № 65. Официально о закрытии было объявлено в январе 2004-го на сайте издания. Номер 66 планировался к выходу весной 2004 г. Материалы для него были частично свёрстаны и отредактированы. Однако в печать этот номер не был отправлен, большая часть текстов из него осталась неопубликованной. Некоторые материалы из невыпущенного номера позже публиковались на различных сайтах в интернете по инициативе авторов; в частности, на портале GDD выложен текст из обновлённой рубрики «Страна Комбатия», где должен был смениться ведущий.  Сохранился также предполагаемый макет обложки выпуска. Летом 2004 года руководство журнала предпринимало попытки найти средства для переформатирования. Заинтересованность в сотрудничестве проявляло издательство «Техномир», выпускавшее «Игроманию» и «Мир Фантастики», но договориться о передаче прав с издательской группой «АСТ» не получилось.

## Dendy — Новая Реальность
Dendy — Новая Реальность — журнал о компьютерных играх, выходивший в России с 1995 по 1996 год. После закрытия журнала «Видео-Асс Dendy», который закончился 18-м двойным номером, на его основе было образовано два новых издания. «Dendy — Новая Реальность» сохранил в своём названии брэнд Dendy, принадлежавший компании «Стиплер», но стал совершенно новым журналом, а «Видео-Асс Великий Dракон» получил в наследство всю творческую команду, которая делала «Видео-Асс Dendy», а также все рубрики прежнего журнала. Выпуском «Dendy — Новая Реальность» занялась команда рекламного отдела компании Dendy (Steepler), которая до этого была информационным партнёром журнала, готовившим для него рубрику «Новости». Оба издания начали вести нумерацию с №19, сохраняя тем самым преемственность. Всего в 90-х было выпущено 6 номеров «Dendy — Новая Реальность» (с 19 по 24), средний тираж которых указан в количестве по 30 тыс. экземпляров. Четверть века спустя выпуск журнала возобновлён.
Журнал «Dendy — Новая Реальность» был выполнен в минималистском стиле, много рисунков, разнообразного фона с игрой красок, большие свободные пространства и относительно немного текста. Вёрстка была выполнена очень свежо и стильно, но содержала множество грубых ошибок. Например, в некоторых статьях текст сливался с фоном, его было практически невозможно читать, также зачастую фразы обрывались на середине, а продолжение следовало либо на следующей странице, либо в другой части листа. Также попадались знаки переноса в середине строк. Сам журнал служил для рекламы новых и старых игр, а также игровых систем, которыми торговала Dendy (Стиплер). Соответственно, «Dendy — Новая Реальность» была поделена на четыре части для описания игр соответствующих систем: Super Nintendo (SNES), Mega Drive (Sega Mega Drive), Dendy (NES), Game Boy. В основном на страницах печатались описания игр, подготовленные сотрудниками Dendy, хит-парады для каждой системы, по страничке описания кодов и пара страничек для публикации из писем читателей (цитаты, стихи), а также новости Nintendo, составленные на основе пресс-релизов компании Dendy.
В 2022 году группа энтузиастов обратилась к правообладателям с идеей сделать юбилейный выпуск журнала, что вскоре было осуществлено усилиями их сообщества во ВКонтакте. Результат всем понравился, было принято решение продолжать выпускать журнал малым тиражом по предварительной подписке. За юбилейным выпуском последовал №25, составленный из материалов, готовившихся для печати в 1996 году. Существует вероятность появления новых номеров.

## Попытки возрождения в качествефэнзина
Издательская группа «АСТ», владеющая полным пакетом юридических прав на торговую марку «Великий Dракон», не рассматривает возможность перезапуска издания. В связи с этим бывшие сотрудники журнала и его поклонники самостоятельно предпринимали несколько попыток вернуть «ВD» к жизни. В декабре 2004 года на главной странице не функционировавшего в полном объёме с августа 2003 года официального сайта и на его форуме появилась информация о наборе авторского коллектива для выпуска № 66, официально отменённого в январе, но под сокращённым логотипом «ВД». Некоторое время спустя форум ресурса переехал на новый адрес. «АСТ» не имело никакого отношения к данному мероприятию, однако с прежним «Dраконом» его заявленного продолжателя должно было сближать концептуальное сходство, а также присутствие в авторском коллективе бывшего дизайнера «ВD» Романа Ерохина (он же осуществлял полномочия администратора сайта) и нескольких авторов позднего созыва. К сожалению, никакой конкретной информации о развитии проекта в дальнейшем не публиковалось, имена предполагаемых издателей и спонсоров остались неозвученными. В январе 2007 года на сайте было размещено объявление о том, что ведётся разработка неофициального самиздата «Великий Dракон», но этот проект также остался нереализованным.
Альтернативная попытка возродить журнал была предпринята группой посетителей официального форума во главе с несколькими бывшими авторами «BD» позднего состава. В ноябре 2004 года по адресу gddale.ru (Архивная копия от 9 июля 2018 на Wayback Machine) открылся проект «Dолина Великого Dракона» (он же Great Dragon’s Dale), переехавший в сентябре 2006 года на площадку бывшего официального сайта по адресу gdragon.ru. GDD (общепринятая аббревиатура) — портал, в рамках которого на нерегулярной основе выпускается некоммерческий онлайн-журнал, схожий по концепции с «Великим Dраконом». Кроме того, некоторое время существовал автономный раздел Jap.An, посвящённый японской мультипликации, отчасти копировавший рубрику «Мир Аниме» из бумажного предка. Данный вебзин примечателен тем, что на его виртуальных страницах, помимо молодых авторов, периодически публикуются известные в прошлом «драконовцы» или те, кто когда-то начинал в «ВD», а позже стал работать в других популярных изданиях. Положительные отзывы о проекте давал в том числе Валерий Владимирович Поляков, бессменный главный редактор «Великого Dракона». На страницах онлайн-журнала есть единственное интервью с ним. В 2009 г. GDD также выходил в электронном виде на дисках, прилагавшихся к журналу «Страна Игр». Это стало возможным благодаря тому, что пост главного редактора «СИ» занимал бывший «драконовец» Константин Говорун. В декабре 2010 года, после релиза № 16, редакция объявила о заморозке проекта. Портал был перезапущен в декабре 2013-го, выпуск онлайн-журнала продолжается по нынешнее время. Всего на данный момент издано более 30 обычных номеров и 1 спецвыпуск, посвящённый вселенной Resident Evil. В среднем номера выходят примерно раз в четыре месяца.